# Платани ім. З. І. Довгалюка
Плата́ни ім. З. І. Довголюка́ — ботанічна пам'ятка природи місцевого значення в Україні.
Зростають у парку біля центрального корпусу Чортківської центральної міської лікарні на вул. Дмитра Пігути, 31б в місті Чорткові Тернопільської області.
Статус надано рішенням Тернопільської обласної ради від 18 червня 2009 р. № 620.
Площа — 0,01 га.
Під охороною та збереженням у природному стані два дерева платана східного — рідкісного екзота для західного регіону України.